# Krępkowo (województwo wielkopolskie)
Krępkowo – wieś w Polsce, położona w województwie wielkopolskim, w powiecie słupeckim, w gminie Strzałkowo.
| SIMC    | Nazwa | Rodzaj    |
| ------- | ----- | --------- |
| 1008417 | Huby  | część wsi |

W latach 1975–1998 wieś administracyjnie należała do województwa konińskiego.